# Juliusz Brygantykus
Iulius Briganticus (zm. 70 n.e.) – pochodzący z germańskiego plemienia Batawów siostrzeniec Juliusza Cywilisa, dowodził jazdą w oddziałach pomocniczych (auxilia) armii rzymskiej.
Juliusz Brygantykus był siostrzeńcem Juliusza Cywilisa, który wywołał powstanie wśród Batawów. Noszone przez niego nomen Juliusz wskazuje na posiadanie obywatelstwa rzymskiego. Natomiast cognomen Briganticus sugeruje, że być może on lub jego ojciec wyróżnił się w walkach przeciwko Brygantom z północnej Brytanii.
W czasie wojen domowych po śmierci Nerona służył pod rozkazami Othona. Po jego klęsce pod Placentią przeszedł na stronę Witeliusza i z garstką jazdy trafił pod dowództwo Aulusa Cecyny Alienusa. Dowodził jednostką jazdy uformowanej przez Witeliusza, ale przeszedł na stronę Wespazjana. W Vindonissie (obecnie Windisch w szwajcarskim kantonie Argowia) przyłączył się do Kwintusa Petyliusza Cerialisa, który wraz z legionem XXI Rapax został wysłany do Galii przez Wespazjana w celu zdławienia powstania Cywilisa. Zginął pod dowództwem Cerialisa w walce przeciwko swemu wujowi Cywilisowi w bitwie pod Vada (prawdopodobnie obecne Kessel w Północnej Brabancji) u ujścia Renu.

## Źródła
- Tacyt: Dzieła. Tłumaczenie Seweryn Hammer. Warszawa: Czytelnik, 2004. ISBN 83-07-02993-7. Brak numerów stron w książce